# شجرة عائلة الأسرة المصرية الخامسة

## مقدمة
الأسرة الخامسة المصرية (حوالي 2435–2306 ق.م) تمثل أوج التطور الديني والمعماري خلال الدولة القديمة، إذ ارتبطت ارتباطًا وثيقًا بعبادة رع وتشييد مجمعات شمسية وأهرامات أبوصير. رغم اتصافها بالاستقرار السياسي مقارنة بالأسر السابقة، فقد شهدت أيضًا بداية تراجع قوة الحكم المركزي لصالح الكهنة وأعيان البلاط.

## التاريخ
انطلقت الأسرة الخامسة بعد استقرار أُسس الدولة في عهد الأسرة الرابعة، مبشرة بإرساء نظام المحابر الشمسية في أبوصير وتمهيد السبل لعبادة رع بوجه خاص. وقد شُيّدت في هذه المرحلة خمسة مجمعات شمسية، وامتد نفوذ مصر التجاري إلى بلاد الشام والنوبة عبر بعثات استكشاف وتنقيب.

## شجرة العائلة
```
Khentkaus I (انحدار من الأسرة الرابعة)
└── Userkaf (مؤسس الأسرة الخامسة)
    ├── Sahure
    │   └── Neferirkare Kakai
    │       ├── Neferefre (Ranefer)
    │       └── Nyuserre Ini
    └── Menkauhor Kaiu (فرع محتمل)
    └── Djedkare Isesi
        └── Unas

```

- أول ملكين (Userkaf وSahure) ينتميان لفرع خنتكاو شرق الأسرة الرابعة .
- Neferirkare يعد الابن الأكبر لـSahure، وتوالى من بعده أبناؤه والحكم في نسق أبيه المباشر.

## ملوك الأسرة وأفراد بارزون

### Userkaf
- مؤسس الأسرة وحكم نحو سبع سنوات (حوالي 2435–2428 ق.م)، وهو أول من شيد مجمعًا شمسيًا بالقرب من هرم دجوسر في سقارة، مؤكدًا عبادة رع كإله رئيسي[3].

### Sahure
- خلف Userkaf وحكم نحو 13 سنة (حوالي 2428–2415 ق.م)، شيد هرم أبوصير الرئيسي ومجمعه الجنائزي المزين بأفخم النقوش الحجرية، وأسس أول أسطول بحري مصري للتجارة البحرية[6].

### Neferirkare Kakai
- الثالث في التسلسل وحكم نحو 12 سنة (حوالي 2415–2403 ق.م)، اكتمل في عهده بناء هرم أبوصير الشمالي وعبّد طريقًا من الحجر الأبيض لربطه بمعابد أبيضوس[7].

### Neferefre (Ranefer)
- خلفه فجأة وحكم قصيرًا نحو عام (حوالي 2403–2402 ق.م)، فُجع بوفاته المبكرة فشرع Nyuserre في إكمال هرم أخيه وتحويله إلى قمة مصطبة[8].

### Nyuserre Ini
- عَلم على الملكية خلال نحو 30 سنة (حوالي 2402–2372 ق.م)، أكمل أربعة أهرامات (لأبيه وأمه وأخيه ونفسه) وشيد أكبر معبد شمس محفوظ في أبو جرب شمال أبوصير[9].

### Menkauhor Kaiu
- حكم نحو خمس سنوات (حوالي 2372–2367 ق.م)، تميز ببناء معبد شمسي صغير وهرم غير مكتمل جنوب أبوصير[10].

### Djedkare Isesi
- حكم نحو 28 سنة (حوالي 2367–2339 ق.م)، أجرى إصلاحات إدارية ضمت إنشاء مناصب جديدة في الدواوين المركزية وتوسيع شبكة التجارة عبر البحر الأحمر[11].

### Unas
- آخر ملوك الأسرة (حوالي 2339–2306 ق.م)، أول من نقش نصوص الأهرام داخل حجرات دفنه، ممهدًا لتحول ديني في مفاهيم البعث والآخرة[12].

## إرث الأسرة
أحدثت الأسرة الخامسة قفزة نوعية في التميّز الفني والديني، بإرساء تقاليد تعبيد الشمس وتدوين نصوص الأهرام، مما أثر عميقًا على العمارة الجنائزية والمعتقدات المصرية طوال الدولة القديمة وما تلاها.

## أنظر أيضًا
- قائمة ملوك مصر القديمة
- قائمة الأسر الملكية المصرية
- الأسرة المصرية الخامسة